# Châtillon (Altos del Sena)
 Châtillon  es una comuna (municipio) de Francia, en la región de Isla de Francia, departamento de Altos del Sena, en el distrito de Antony. La comuna comprende la totalidad del cantón homónimo.
Su población municipal en 2007 era de 32 609 habitantes.
Está integrada en la Communauté de communes de Châtillon-Montrouge.

## Demografía
| 1 065 | 769 | 755 | 793 | 1 416 | 1 148 | 1 556 | 1 329 | 1 810 | 2 050 | 2 238 | 1 807 | 2 080 | 2 260 | 2 389 | 2 426 | 3 096 | 3 353 | 3 535 | 4 203 | 5 588 | 7 488 | 9 701 | 10 895 | 11 673 | 12 526 | 20 934 | 24 640 | 26 574 | 24 834 | 26 411 | 28 622 | 32 609 |
| Para los censos de 1962 a 1999 la población legal corresponde a la población sin duplicidades (Fuente: INSEE [Consultar]) |     |     |     |       |       |       |       |       |       |       |       |       |       |       |       |       |       |       |       |       |       |       |        |        |        |        |        |        |        |        |        |        |